# Koos Keijzer
Christiaan Jacobus (Koos) Keijzer (Voorburg, 24 maart 1950) is een voormalige Nederlandse atleet, die zich had toegelegd op het snelwandelen.

## Loopbaan
Keijzer werd in 1968 lid van de Haagse atletiekvereniging LDA om marathonloper te worden. Door het destijds nog totaal ontbreken van loopschoenen met verende zolen kreeg hij chronische achillespeesklachten. Bij toeval ontdekte hij dat deze bij het snelwandelen niet optraden, waardoor hij zich op dit specialisme ging toeleggen. Hij was actief tussen 1972 en 1977 en werd Nederlands indoorkampioen 3000 m snelwandelen in 1974 en 1975 en tweede in 1976. In 1973 en 1974 won hij bovendien zilver en in 1977 brons op het NK 20 kilometer snelwandelen. In die periode was hij lid van de Arnhemse atletiekvereniging Ciko '66.
Hierna stopte Keijzer met atletiek om hockeykeeper bij HC Wageningen te worden.
Keijzer was werkzaam als wetenschappelijk onderzoeker in de plantenveredeling aan de toenmalige Landbouwuniversiteit te Wageningen.

## Nederlandse kampioenschappen
Indoor
| Onderdeel           | Jaar       |
| ------------------- | ---------- |
| 3000 m snelwandelen | 1974, 1975 |

## Persoonlijke records
Baan
| Onderdeel             | Prestatie | Datum           | Plaats      |
| --------------------- | --------- | --------------- | ----------- |
| 5000 m snelwandelen   | 23.29,5   | 3 juni 1974     | Rotterdam   |
| 10.000 m snelwandelen | 48.42,0   | 29 mei 1974     | Schoonhoven |
| 1 uur snelwandelen    | 12.031 m  | 20 oktober 1974 | Rotterdam   |

Weg
| Onderdeel          | Prestatie | Datum        | Plaats     |
| ------------------ | --------- | ------------ | ---------- |
| 5 km snelwandelen  | 23.40     | 5 juni 1974  | Baarn      |
| 10 km snelwandelen | 49.13     | 14 juni 1973 | Roosendaal |
| 20 km snelwandelen | 1:40.37   | 9 juni 1974  | Bremen     |

## Palmares

### 3000 m snelwandelen
- 1974:  NK indoor – 14.11,8
- 1975:  NK indoor – 13.20,7[2]
- 1976:  NK indoor – 14.08,6

### 20 km snelwandelen
- 1973:  NK te Sliedrecht – 1:48.57
- 1974:  NK te Aalsmeer – 1:43.24,6
- 1977:  NK te Sittard - 1:47.16,4